# 周華健今天唱什麼巡迴演唱會
周華健今天唱什麼巡迴演唱會是歌手周華健的大型巡迴演唱會，该巡演于2015年1月10日在台北小巨蛋揭开序幕，2017年8月26日在新加坡室内体育馆收官，共计30場。

## 場次列表
| 场次 | 日期           | 國家/地区 | 城市     | 場館                                       | 备注               |
| ---- | -------------- | --------- | -------- | ------------------------------------------ | ------------------ |
| 1    | 2015年1月10日  | 台湾      | 台北     | 台北小巨蛋                                 |                    |
| 2    | 2015年1月31日  | 马来西亚  | 云顶高原 | 云顶云星剧场                               |                    |
| 3    | 2015年4月25日  | 中国大陆  | 北京     | 工人體育場                                 | 嘉宾：成龙         |
| 4    | 2015年4月30日  | 中国大陆  | 上海     | 梅賽德斯-奔馳文化中心                      | 嘉宾：戴荃         |
| 5    | 2015年5月2日   | 中国大陆  | 上海     | 梅賽德斯-奔馳文化中心                      | 嘉宾：戴荃         |
| 6    | 2015年5月16日  | 中国大陆  | 瀋陽     | 瀋陽奧體中心                               |                    |
| 7    | 2015年5月30日  | 中国大陆  | 鄭州     | 河南省體育中心                             |                    |
| 8    | 2015年6月13日  | 中国大陆  | 哈爾濱   | 哈爾濱會展中心體育場                       |                    |
| 9    | 2015年7月11日  | 中国大陆  | 合肥     | 合肥體育中心體育館                         | [ 4 ]              |
| 10   | 2015年8月29日  | 新加坡    | 新加坡   | 新加坡室內體育館                           |                    |
| 11   | 2015年9月3日   | 中国大陆  | 太原     | 山西省体育中心红灯笼体育场                 | [ 5 ]              |
| 12   | 2015年10月17日 | 中国大陆  | 厦门     | 厦门市体育中心体育场                       |                    |
| 13   | 2015年11月7日  | 中国大陆  | 深圳     | 華潤深圳灣體育中心春繭體育場               | [ 6 ]              |
| 14   | 2015年11月14日 | 中国大陆  | 成都     | 成都體育中心                               | [ 7 ]              |
| 15   | 2015年11月21日 | 澳门      | 澳门     | 百老汇舞台                                 |                    |
| 16   | 2015年12月12日 | 马来西亚  | 云顶高原 | 云顶云星剧场                               | 安可場             |
| 17   | 2016年1月9日   | 中国大陆  | 南京     | 南京奥体中心体育馆                         | [ 8 ]              |
| 18   | 2016年4月23日  | 中国大陆  | 广州     | 广州国际体育演艺中心                       | [ 9 ]              |
| 19   | 2016年5月22日  | 美国      | 紐約     | 林肯中心                                   | 首场纽约个人演唱会 |
| 20   | 2016年5月25日  | 加拿大    | 溫哥華   | 伊丽莎白女王剧院                           |                    |
| 21   | 2016年5月29日  | 美国      | 里诺     | Reno Ballroom                              |                    |
| 22   | 2016年8月6日   | 中国大陆  | 上海     | 梅賽德斯-奔馳文化中心                      | 再團圓場           |
| 23   | 2016年9月3日   | 中国大陆  | 北京     | 首都体育馆                                 | 再團圓場           |
| 24   | 2016年10月15日 | 中国大陆  | 济南     | 济南奥体中心东荷体育馆                     | [ 11 ]             |
| 25   | 2016年10月19日 | 台湾      | 台北     | 台北小巨蛋                                 | 华健30心头好特别版 |
| 26   | 2016年11月26日 | 中国大陆  | 福州     | 福州海峡奥林匹克体育中心体育场             |                    |
| 27   | 2016年12月24日 | 中国大陆  | 泉州     | 泉州海峡体育中心体育馆                     | 平安夜特别场       |
| 28   | 2017年6月2日   | 澳大利亚  | 悉尼     | The Star Event Centre                      |                    |
| 29   | 2017年6月4日   | 澳大利亚  | 墨尔本   | Melbourne Convention and Exhibition Centre |                    |
| 30   | 2017年8月26日  | 新加坡    | 新加坡   | 新加坡室內體育館                           | 再團圓場           |

## 影音发行
| 名称                            | 发行日期       | 格式 | 发行公司 |
| ------------------------------- | -------------- | ---- | -------- |
| 今天唱什麼 世界巡迴演唱會台北場 | 2016年10月19日 | BD   | 滾石唱片 |
| 今天唱什麼 世界巡迴演唱會台北場 | 2016年10月19日 | 2DVD | 滾石唱片 |

## 演唱曲目
1. 傷心的歌
2. 心的方向
3. 其實不想走
4. 你在我心裡面
5. Let It Go
6. 我站在全世界的屋頂
7. 不願一個人
8. 寂寞的眼
9. 你現在還好嗎
10. 飛越迷霧
11. I Remember
12. 一起吃苦的幸福
13. 下午的一齣戲
14. 曾經滄海也是愛
15. 朋友
16. 忘憂草
17. 潑墨
18. 身在梁山
19. 瀟瀟雨未歇+天下有情人+江湖笑+刀劍如夢
20. 客夢
21. 風雨無阻
22. 愛相隨
23. 花心
24. 有沒有一首歌會讓你想起我
25. 有故事的人
26. 期待更多
27. 花旦
28. 孤枕難眠
29. 寡婦村傳奇
30. 鬼迷心竅
31. 上上籤
32. 明天我要嫁給你
33. 讓我歡喜讓我憂